# Marotsiraka
Marotsiraka est une commune urbaine malgache située dans la partie centre-ouest de la région d'Anosy.